# Paschim Medinipur
Paschim Medinipur (Nederlands: West-Medinipur) is een district van de Indiase staat West-Bengalen. Het district is ontstaan in 2002, toen het voormalige district Medinipur gesplitst werd in Paschim Medinipur en Purba Medinipur (Oost-Medinipur). Het district telde teruggerekend in 2001 5.193.411 inwoners op een oppervlakte van 9295 km². De hoofdstad is Medinipur.
Paschim Medinipur bestaat uit drie subdivisies:
- Kharagpur
- Medinipur Sadar
- Ghatal

De westelijk gelegen subdivisie Jhargram behoorde ook tot Paschim Medinipur, maar werd in 2017 afgesplitst en vormt sindsdien een afzonderlijk district binnen West-Bengalen.